# ایزبیتسا
ایزبیتسا (به لهستانی:  Izbica) یک روستا در لهستان است که در گمینا ایزبیتسا واقع شده‌است. ایزبیتسا ۱٬۹۳۳ نفر جمعیت دارد.

## خواهرخوانده
شهر وینترلینگن خواهرخواندهٔ ایزبیتسا هست.